# Michel Fugain
Michel Fugain (Grenoble, 1942. május 12. –) francia énekes és dalszerző.

## Életrajz
Szülei idegsebésznek szánták, ám az első évben félbehagyta tanulmányait. Yves Robert rendező asszisztenseként dolgozott, majd barátjának, Michel Sardou-nak köszönhetően indult el zenei pályája, a Barclay cég szerződtette. Írt dalokat Hugues Aufray, Dalida és Marie Laforêt számára is. 1969-ben jelent meg első albuma Je n'aurai pas le temps címmel. 1972-ben alapította meg a Michel Fugain et le Big Bazar nevű formációt. A 2000-es években is rendszeresen turnézott.
Felesége Stéphanie Fugain volt, akitől három gyermeke született: Marie Fugain (1973) színésznő, Laurette (1979) és Alexis (1993). 2014 októberében Korzikán újraházasodott.

## Lemezei
- Michel Fugain (1968)
- Un enfant dans la ville (1970)
- Michel Fugain, vol. 1 (1970)
- Michel Fugain (válogatás, 1970?)
- Fugain et le Big Bazar (1972)
- Le monde de Michel Fugain (válogatás, 1973)
- Fugain et le Big Bazar numéro 2 (1974)
- Fugain et le Big Bazar en spectacle au Québec (1974)
- Fugain et le Big Bazar numéro 3 (1975)
- Fugain et le Big Bazar numéro 4 (1976)
- Fugain et le Big Bazar: Olympia 76 (1976)
- Un jour d'été dans un havre de paix (1977)
- Faites-moi danser (1978)
- Michel Fugain et sa compagnie (1978)
- Encore (válogatás, 1981)
- Capharnaüm (1982)
- Michel Fugain (1988)
- Bravo à Michel Fugain (válogatás, 1988)
- Un cafe et l'addition (1989)
- Bravo à Michel Fugain, volume 2 (válogatás, 1990)
- Les plus grands succes de Michel Fugain (válogatás, 1990)
- Les fleurs de mandarine (válogatás, 1991)
- Fugain... vivant (1993)
- Sucré-salé (1994)
- Plus ça va (1995)
- Petites fetes entre amis (1996)
- De l'air! (1998)

## Forrás
- Gala.fr

## Külső hivatkozások
- Hivatalos honlap